# Pyrophorus pellucens
Pyrophorus pellucens är en skalbaggsart som beskrevs av Johann Friedrich von Eschscholtz 1830. Pyrophorus pellucens ingår i släktet Pyrophorus och familjen knäppare. Inga underarter finns listade i Catalogue of Life.